# Martyna Bunda
Martyna Bunda (Gdańsk, 1975 –) lengyel újságíró és író.

## Életrajza
Kartuzyban nőtt fel, ahol az általános és középiskolát végezte. Az elsőfokú zeneiskola gitár szakán végzett. A Varsói Egyetemen szociálpolitikai diplomát szerzett.
2012 óta a Polityka című hetilap nemzeti rovatát vezeti. Nieczułość című debütáló regényéért (Wydawnictwo Literackie, Krakkó 2017) megkapta a „Gryfia” irodalmi díjat és a „Wiatr od Morza” pomerániai irodalmi díjat, valamint jelölést kapott a 2018-as Nike irodalmi díjra és a 2018-as Gdynia irodalmi díjra prózai kategóriában.
Kétszer jelölték a Grand Press-díjra a riportszövegekért. 2020-ban jelölték a Varsó Város Irodalmi Díjára a Kot niebieski című regényéért.
2023 márciusában jelent meg a Podwilcze (Wydawnictwo Literackie) című regénye.

### Magyarul megjelent
- Ridegség (Nieczułość) – Magvető, Budapest, 2024 · ISBN 978-963-14-4449-0 · fordította: Mihályi Zsuzsa
- A kék macska (Kot niebieski) – Helikon, Budapest, 2024 (Margó könyvek) · ISBN 978-963-620-141-8 · fordította: Mihályi Zsuzsa, utószó Papp-Zakor Ilka

## Fordítás
- Ez a szócikk részben vagy egészben  a   Martyna Bunda című lengyel Wikipédia-szócikk fordításán alapul.  Az eredeti cikk szerkesztőit annak laptörténete sorolja fel. Ez a jelzés csupán a megfogalmazás eredetét és a szerzői jogokat jelzi, nem szolgál a cikkben szereplő információk forrásmegjelöléseként.